# 尼尔米哈伊迪
47°44′11″N 21°57′48″E / 47.73630439999999°N 21.9632694°E
尼尔米哈伊迪，是匈牙利索博尔奇-索特马尔-贝拉格州所辖的一个村。总面积25.48平方公里，总人口1977，人口密度77.6人/平方公里（2011年1月1日）。